# Stary Poskwitów
Stary Poskwitów – część wsi Poskwitów w Polsce położona w województwie małopolskim, w powiecie krakowskim, w gminie Iwanowice.
W latach 1975–1998 Stary Poskwitów administracyjnie należał do województwa krakowskiego.